# Орандж (Вірджинія)
Орандж (англ. Orange) — місто (англ. town) в США, в окрузі Орандж штату Вірджинія. Населення — 4880 осіб (2020).

## Географія
Орандж розташований за координатами 38°15′1″ пн. ш. 78°6′41″ зх. д. / 38.25028° пн. ш. 78.11139° зх. д. (38.250253, -78.111270).  За даними Бюро перепису населення США в 2010 році місто мало площу 8,60 км², з яких 8,56 км² — суходіл та 0,04 км² — водойми.

## Демографія
Згідно з переписом 2010 року, у місті мешкала 4721 особа в 1779 домогосподарствах у складі 1058 родин. Густота населення становила 549 осіб/км².  Було 1991 помешкання (231/км²).
Расовий склад населення:
| - 72,1 % — білих - 22,9 % — чорних або афроамериканців - 0,4 % — корінних американців - 0,3 % — азіатів - 1,5 % — осіб інших рас |

До двох чи більше рас належало 2,7 %. Частка іспаномовних становила 3,5 % від усіх жителів.
За віковим діапазоном населення розподілялося таким чином: 21,1 % — особи молодші 18 років, 60,5 % — особи у віці 18—64 років, 18,4 % — особи у віці 65 років та старші. Медіана віку мешканця становила 40,3 року. На 100 осіб жіночої статі у місті припадало 97,0 чоловіків;  на 100 жінок у віці від 18 років та старших — 95,8 чоловіків також старших 18 років.
Середній дохід на одне домашнє господарство  становив 53 030 доларів США (медіана — 37 008), а середній дохід на одну сім'ю — 61 720 доларів (медіана — 38 355). Медіана доходів становила 32 404 долари для чоловіків та 28 607 доларів для жінок. За межею бідності перебувало 29,5 % осіб, у тому числі 50,4 % дітей у віці до 18 років та 11,1 % осіб у віці 65 років та старших.
Цивільне працевлаштоване населення становило 1842 особи. Основні галузі зайнятості: освіта, охорона здоров'я та соціальна допомога — 22,8 %, будівництво — 15,0 %, роздрібна торгівля — 14,2 %.